# Ordre de Notre-Dame de Guadalupe
L'ordre de Notre-Dame de Guadalupe est un ordre de chevalerie impériale mexicaine.

## Personnalités notables récompensées
- François Achille Bazaine
- Léopold Ier de Belgique
- Eugène Beyens
- Cesare Dell'Acqua
- Félix Douay
- Ludwig von Fautz
- Élie Frédéric Forey
- Vicente Guerrero
- Alexander von Humboldt
- Terenzio Mamiani
- Gustave-Joseph Munier
- Henri Rieunier
- Louis de Wecker